# Académie de chevalerie de Brandebourg-sur-la-Havel
L'Académie de chevalerie (à l'origine école de chevalerie , puis collège de chevalerie) est une école fondée en 1704, qui est affiliée à la cathédrale de Brandebourg. Le lycée évangélique de la cathédrale de Brandebourg (de) et l'école primaire évangélique de Brandebourg s'inscrivent dans la tradition de l'Académie de chevalerie. L'ancienne école est utilisée par l'école primaire. Le bâtiment est classé.

## Histoire
En 1704, le chapitre de la cathédrale de Brandebourg fonde l'école de chevalerie avec l'approbation du roi Frédéric Ier de Prusse. Le 26 janvier 1705, les cours commencent à l'école de la cour de la cathédrale. Depuis 1717, son nom est Collège de chevalerie. Le but de l'école est la formation de l'aristocratie brandebourgeoise et poméranienne. Par exemple, les langues étrangères comme le français et les sciences naturelles sont enseignées. Cependant, l'accent est mis sur les études juridiques et politiques.
L'école acquiert une grande importance après que le roi Frédéric-Guillaume Ier a décrété, le 8 juin 1729, que quiconque souhaitant obtenir un emploi dans la fonction publique prussienne doit avoir étudié dans une telle école pendant au moins deux ans. Avec l'introduction des diplômes d'études secondaires en 1788, un emploi du temps fixe est également introduit dans l'école. Depuis 1803, le nom de l'école est Académie de chevalerie (de).
Au cours de la réforme de l'école prussienne, l'Académie de chevalerie devient un lycée en 1809. Pendant les guerres napoléoniennes, l'école perd de nombreux diplômés et est transformée en hôpital. Après la reprise des cours, l'école connaît à nouveau des problèmes en raison de l'absence de jeunes nobles, qui fréquentent désormais également les lycées de la ville. À partir de 1842, les élèves des classes moyennes sont donc également admis après que le gouvernement prussien l'ait rendue obligatoire un an plus tôt.
Dans les années 1848/49 et surtout lorsque l'Assemblée nationale prussienne se réunit dans la cathédrale de Brandebourg, l'Académie de chevalerie doit être protégée par l'armée. Encore une fois, les diplômés sont restés à l'écart, de sorte qu'il est finalement dissous en 1849. Le roi Frédéric-Guillaume IV, qui est particulièrement lié à Brandebourg-sur-la-Havel, ordonne la refondation le 30 avril 1855. Un an plus tard, le 21 octobre, l'académie de chevalerie peut rouvrir ses portes en présence du roi.
Le bâtiment est reconstruit entre 1868 et 1871 après que le nombre de diplômés a à nouveau fortement augmenté. Le 23 février 1901, l'association des anciens élèves de l'académie de chevalerie est fondée.
En 1937, les plus hautes autorités de l'État, dirigées par le nouveau haut président et Gauleiter Emil Stürtz, décident de dissoudre l'Académie de chevalerie. Seul l'internat doit subsister grâce aux initiatives du conservateur sortant Wilhelm von Goertzke (de). Les étudiants sont affectés à ce qui était alors le lycée Saldern (de). En 1948, il est décidé d'instituer le chapitre de la cathédrale comme successeur légal de l'académie de chevalerie. Cependant, l'école n'est jamais officiellement dissoute. Dans les années qui suivirent, un lycée emménage dans les locaux de l'école, qu'il utilise jusqu'en 1974.
Aujourd'hui, il y a des parties d'une école primaire protestante dans le bâtiment. En outre, la tradition de l'académie de chevalerie se poursuit dans un lycée protestant de la cathédrale nouvellement fondé. Le 11 juin 2005, on fête le 300e anniversaire de la fondation de la  l'Académie de chevalerie. Parmi les invités figurent, par exemple, le prince Georges-Frédéric de Prusse, chef de la maison de Hohenzollern, et l'ancien diplômé Otto Graf Lambsdorff.

## Étudiants (sélection)
- Léopold d'Anhalt-Köthen (1694-1728), prince d'Anhalt-Köthen et parrain de Jean-Sébastien Bach
- Hans Friedrich von Rochow (1698-1787), général
- Leopold von Görne (de) (1715-1769), conseiller privé et héritier de Plaue
- Friedrich Bernhard von Prittwitz (de) (1720-1793), ancien de l'État et propriétaire terrien
- Karl Abraham von Zedlitz (1731-1793), ministre prussien de l'Éducation et de la Justice
- Friedrich Eberhard von Rochow (1734-1805), propriétaire terrien et éducateur prussien
- Friedrich Wilhelm Carl von Schmettau (1743-1806), lieutenant général prussien, topographe et cartographe
- Friedrich von Schuckmann (1755-1834), ministre d'État prussien, ministre de l'Intérieur et membre du Conseil d'État prussien
- Heinrich von der Schulenburg (1766-1830), chancelier en chef directeur, véritable conseil secret, chanoine puis doyen de la cathédrale de Brandebourg, 1803 à 1828 premier conservateur de l'académie
- Christian Friedrich Gottlieb Wilke (de) (1769-1848), organiste, compositeur, professeur de musique et écrivain
- Otto von Erxleben (de) (1788-1856), officier et propriétaire terrien prussien
- Udo Gebhard Ferdinand von Alvensleben (de) (1814-1879), propriétaire terrien et membre de la chambre des seigneurs de Prusse
- Friedrich Wilhelm Kritzinger (1816-1890), théologien et éducateur
- Comte Ewald Heinrich Erdmann Bogislaff von Kleist-Wendisch Tychow (de) (1821-1892), vice-chef maître de cérémonie et propriétaire terrien
- Gebhard-Nicolas d'Alvensleben (1824-1909), chef forestier et député de la chambre des seigneurs de Prusse
- Hans von Rochow (de) (Hans Wilhelm von Rochow ; 1824-1891), propriétaire terrien et homme politique, chanoine de Brandebourg et conservateur de l'Académie
- Frédéric-Joachim d'Alvensleben (1833-1912), administrateur de l'arrondissement de Neuhaldensleben
- Gottlieb von Haeseler (1836-1919), maréchal général
- Wilhelm von Minnigerode (1840-1913), député du Reichstag et chef du parti conservateur
- Albrecht von Alvensleben-Schönborn (de) (1848-1928), membre de la chambre des seigneurs de Prusse
- Ludolf Udo von Alvensleben (de) (1852-1923), député d'arrondissement et homme politique prussien
- Elard von Oldenburg-Januschau (1855-1937), grand agraire, lobbyiste et député du Reichstag
- Friedrich Wilhelm von Loebell (1855-1931), homme politique allemand
- Gottlieb von Jagow (1863-1935), diplomate et homme politique allemand
- Ludwig Wullstein (de) (1864-1930), chirurgien
- Georg Heimann (de) (1864-1926) comme hospice, banquier
- Richard Stimming (de) (1866-1936), docteur et chercheur en préhistoire et en histoire ancienne
- Detlev von Arnim-Kröchlendorff (1878-1947), propriétaire terrien, député du Reichstag, dirigeant de l'église
- Udo d'Alvensleben (1897-1962), historien de l'art
- Egbert von Heyden (de) (1897-1945), officier et chimiste
- Hans Wichard von Rochow (de) (1898-1945), propriétaire terrien, officier, conseiller, chanoine de Brandebourg, dernier conservateur de l'Académie de 1937 à 1944
- Wolfgang Gans zu Putlitz (de) (1899-1975), diplomate
- Eckart Kehr (1902-1933), historien
- Wichard von Alvensleben (de) (1902-1982), fermier et officier allemand
- Curt-Christoph von Pfuel (de) (1907-2000), représentant allemand du service de presse et d'information du Conseil de l'Europe
- Knud Caesar (de) (né en 1925), agronome, professeur à l'université technique de Berlin.
- Otto Graf Lambsdorff (1926-2009), ministre allemand de l'Économie

## Enseignants (sélection)
- Sebastian Gottfried Starcke (de) (1668-1710), orientaliste, directeur de 1708 à 1710
- Ernst Siegfried Köpke (1813-1883); philologue, directeur des années 1850 jusqu'en 1860 au moins
- Ludwig Hasper (de) (1825-1890) ; philologue classique, professeur principal 1863-1867
- Otto Heine (de) (1832-1906), directeur de l'école à partir du 15 octobre 1883